# Pandemia de COVID-19 na Papua-Nova Guiné
Este artigo documenta os impactos da Pandemia de COVID-19 na Papua Nova Guiné e pode não incluir todas as principais respostas e medidas contemporâneas.

## Contexto
Em 12 de janeiro de 2020, a Organização Mundial da Saúde (OMS) confirmou que um novo coronavírus era a causa de uma doença respiratória em um grupo de pessoas na cidade de Wuhan, província de Hubei, China, que foi relatada à OMS em 31 de dezembro de 2019.
A taxa de mortalidade por casos do COVID-19 foi muito menor que a SARS de 2003, mas a transmissão foi significativamente maior, com um número total significativo de mortes.

## Linha do tempo

### Março
- Em 20 de março, o primeiro caso em Papua Nova Guiné foi confirmado.[6]

### Abril
- Em 7 de abril, Papua Nova Guiné confirmou seu segundo caso.[7]
- Em 16 de abril, o governo confirmou cinco novos casos.[8]
- Em 23 de abril, uma idosa de 45 anos da província de Eastern Highlands foi confirmada como infectada. A contagem agora é de 8 casos em Papua Nova Guiné.

## Prevenção
O governo de Papua Nova Guiné proibiu todos os viajantes de países asiáticos e fechou sua fronteira com a Indonésia, a partir de 30 de janeiro. Em 16 de abril, devido a outros casos confirmados no Distrito da Capital Nacional (NCD) e na Província Ocidental, o Controlador de Emergência emitiu a Ordem Nacional de Emergência Nº 16, efetivamente bloqueando o NCD. O pedido estabeleceu um toque de recolher das 20h às 18h, proibiu a maioria das reuniões públicas, limitou grupos a quatro pessoas, proibiu o transporte público e suspendeu as vendas de álcool e de noz de bétele. A determinação também proíbe viagens aéreas domésticas e fecha locais públicos, como salas de jogos, boates, clubes esportivos e de esportes e serviços religiosos.